# 61 Jamieson Street
Unter der Adresse 61 Jamieson Street in Bowmore, dem Hauptort der schottischen Hebrideninsel Islay, befindet sich ein Wohngebäude. 1971 wurde es als Teil eines Ensembles in die schottischen Denkmallisten in der Kategorie B aufgenommen. Im Jahre 2006 erfolgte dann eine Umkategorisierung und 61 Jamieson Street ist seitdem als Einzeldenkmal in der Kategorie C geführt.

## Beschreibung
Der exakte Bauzeitpunkt des Gebäudes ist nicht überliefert, sodass nur das spätere 18. Jahrhundert als Bauzeitraum angegeben werden kann. Es gehört somit zu den frühen Gebäuden der um 1770 gegründeten Planstadt und ist im traditionellen Stil gebaut. Das einstöckige, freistehende Gebäude wird über eine mittig in die Vorderfront eingelassene Tür betreten. Diese wird symmetrisch von zwei Sprossenfenstern eingerahmt. An der Rückseite geht im rechten Winkel ein langer, ebenfalls einstöckiger Flügel ab. Beide Gebäudeteile schließen mit schiefergedeckten Satteldächern ab. Die Kamine bestehen aus Quadersteinen. Alle Fassaden sind traditionell mit Harl verputzt.